# Крейг (округ, Оклахома)
Шаблон:StateAbbr_ 36°46′ пн. ш. 95°13′ зх. д. / 36.76° пн. ш. 95.22° зх. д.
Округ Крейг (англ. Craig County) — округ (графство) у штаті Оклахома, США. Ідентифікатор округу 40035.

## Історія
Округ утворений 1907 року.

## Демографія
За даними перепису
2000 року
загальне населення округу становило 14950 осіб, зокрема міського населення було 6316, а сільського — 8634.
Серед мешканців округу чоловіків було 7515, а жінок — 7435. В окрузі було 5620 домогосподарств, 3948 родин, які мешкали в 6459 будинках.
Середній розмір родини становив 2,97.
Віковий розподіл населення поданий у таблиці:
| Стать    | До 15 років | 15-21 | 22-29 | 30-39 | 40-49 | 50-65 | 65-85 | Понад 85 |
| -------- | ----------- | ----- | ----- | ----- | ----- | ----- | ----- | -------- |
| Чоловіки | 1516        | 712   | 662   | 1132  | 1259  | 1264  | 878   | 92       |
| Жінки    | 1380        | 667   | 592   | 996   | 1038  | 1314  | 1250  | 198      |

## Суміжні округи
- Лабетт, Канзас — північ
- Черокі, Канзас — північний схід
- Оттава — схід
- Делавер — південний схід
- Мейз — південь
- Роджерс — південний захід
- Новата — захід

## Виноски
1. ↑  U.S. Decennial Census. United States Census Bureau. Архів оригіналу за 26 квітня 2015. Процитовано 19 лютого 2015.
2. ↑  Historical Census Browser. University of Virginia Library. Архів оригіналу за 11 серпня 2012. Процитовано 19 лютого 2015.
3. ↑  Forstall, Richard L., ред. (27 березня 1995). Population of Counties by Decennial Census: 1900 to 1990. United States Census Bureau. Архів оригіналу за 19 лютого 2015. Процитовано 19 лютого 2015.
4. ↑  Census 2000 PHC-T-4. Ranking Tables for Counties: 1990 and 2000 (PDF). United States Census Bureau. 2 квітня 2001. Архів оригіналу (PDF) за 18 грудня 2014. Процитовано 19 лютого 2015.
5. ↑  State & County QuickFacts. United States Census Bureau. Архів оригіналу за 9 липня 2011. Процитовано 8 листопада 2013.(англ.) Наведено за англійською вікіпедією.
6. ↑  American FactFinder. Бюро перепису населення США. Архів оригіналу за 29 липня 2011. Процитовано 31 січня 2008.

| США | Це незавершена стаття з географії США. Ви можете допомогти проєкту, виправивши або дописавши її. |